# Ordem dos Agostinianos Recoletos
A Ordem dos Agostinianos Recoletos (OAR) é uma ordem religiosa católica, da família agostiniana, seguidora do pensamento de Santo Agostinho.
Nasceu na Espanha, em 1588, em plena Reforma Católica, a partir da renovação da Província Agostiniana de Castela.
Hoje possui cerca de 1200 religiosos professos, sendo 17 bispos, 940 sacerdotes e 70 irmãos.
No Brasil, chegou a estar dividida em três províncias: Província de Santa Rita de Cássia (região sudeste: SP, RJ e ES), Província de Santo Tomás de Vilanova,  (regiões norte (PA), sudeste (RJ e SP) e sul (PR)) e Província de São Nicolau de Tolentino (regiões norte (AM) e nordeste (CE)).
No Capítulo Geral de 2016 foi determinada a junção das 3 províncias sob a égide de Santo Tomás de Vilanova, com sua sede provincial na Paróquia Santa Mônica, no bairro do Leblon, Rio de Janeiro- RJ.
Trabalham em paróquias, missões colégios e seminários.
Frei Miguel Ángel Hernández é o prior geral da Ordem, eleito em 2022.